# برونو لیمیدو
برونو لیمیدو (انگلیسی: Bruno Limido؛ زادهٔ ۷ مارس ۱۹۶۱) بازیکن فوتبال اهل ایتالیا است.
از باشگاه‌هایی که در آن بازی کرده‌است می‌توان به باشگاه فوتبال لچه، باشگاه فوتبال یوونتوس، باشگاه فوتبال بولونیا، باشگاه فوتبال آتالانتا، باشگاه فوتبال چزنا، باشگاه فوتبال آولینو، و باشگاه فوتبال وارزه اشاره کرد.